# راه‌بند سفلی
دره‌احمد روستایی است از توابع شهرستان بروجرد در استان لرستان. این روستا در دهستان همت‌آباد در بخش مرکزی این شهرستان قرار دارد.

## جمعیت
بنابر سرشماری مرکز آمار ایران، جمعیت دره احمد در سال ۱۳۸۵ برابر با ۱۱ نفر بوده‌است که از این میان ۷ نفر مرد و بقیه زن بوده‌اند. این روستا ۲ خانوار دارد.